# Ivan Ivanov (haltérophilie)
Pour les articles homonymes, voir Ivan Ivanov et Ivanov.
Ivan Ivanov (né le 27 août 1971 à Shumen) est un haltérophile bulgare champion olympique et champion du monde. Il a battu quatre records du monde entre 1989 et 1993.

## Palmarès

### Jeux olympiques
- Médaille d'or en moins de 52 kg aux Jeux de Barcelone 1992
- Sixième en moins 52 kg aux Jeux d'Atlanta 1996
- Il a été disqualifié en moins de 56 kg aux Jeux de Sydney 2000 pour avoir été contrôlé positif à un produit interdit, le furosémide[1].

### Championnats du monde
Il a gagné quatre titres de champion du monde (1989, 1990, 1991 et 1993).

### Championnats d'Europe
Ivanov a remporté quatre médailles d'or lors des Championnats d'Europe en 1990, 1992, 1993 et 1998.